# Sidley Austin
Sidley Austin LLP, connu auparavant sous le nom de Sidley Austin Brown & Wood LLP, est l'un des plus anciens cabinets juridiques du monde. Il est le sixième plus important cabinet des États-Unis, employant plus de 1 900 juristes, réalisant un chiffre d'affaires dépassant le milliard de dollars, et ayant dix-neuf bureaux à travers le monde. Il offre un service juridique complet, ayant une grande expérience dans le domaine des transactions et des procès. La société dont il est issu fut fondée en 1866. Parmi ses premiers clients, on peut citer Mary Todd Lincoln, veuve du président Abraham Lincoln. Le cabinet actuel résulte de la fusion, en mai 2001 de deux sociétés: la Sidley & Austin de Chicago, fondée en 1866, et la Brown & Wood de New York, fondée en 1914. Parmi les avocats les plus célèbres ayant travaillé pour le cabinet, on citera Barack Obama et Michelle Obama.

## Histoire
La société qui allait devenir Sidley Austin fut fondée à Chicago en 1866 par Norman Williams et John Leverett Thompson sous le nom de Williams & Thompson. L'un des premiers clients du nouveau cabinet d'avocats fut la Pullman Company, qui construisait les premiers wagon-lits. Parmi les premiers clients on peut également citer la Western Union qui déplaça son siège pour le Midwest de Cleveland à Chicago en 1869. Après le Grand incendie de Chicago en 1871, la société représenta plusieurs compagnies d'assurances, comme la Equitable Life Assurance Society.